# Eberhard Hopf
Pour les articles homonymes, voir Hopf.
Eberhard Frederich Ferdinand Hopf (1902-1983) est un mathématicien américain d'origine autrichienne.

## Biographie
Eberhard Hopf, fils du commerçant Friedrich Hopf, est né à Salzbourg en Autriche. Il passa son Abitur en 1920 au lycée de Berlin-Friedenau, et s'inscrivit aux cours de mathématiques et de physique de l'université de Berlin. Il fréquenta pendant le premier semestre 1924 l'université de Tübingen. Il soutint sa thèse de doctorat en 1925-26 sous la direction d’Erhard Schmidt et d’Issaï Chour et passa sa thèse d'habilitation en 1929 à l'université de Berlin en mécanique céleste.
Boursier de la Fondation Rockefeller en 1930, il put aller étudier la mécanique classique à l'université Harvard. À cette époque, il se consacra à toute une série de recherches de mathématiques et d'astronomie, comme en témoigne la publication de On the time average theorem in dynamics que beaucoup considèrent comme un article pionnier de la théorie ergodique moderne. Autre contribution importante de cette époque, la méthode de Wiener-Hopf, qu'il formula en collaboration avec Norbert Wiener, et qui, sous sa forme discrète est largement utilisée depuis les années 1960 en théorie de l'information et en géophysique. Avec l'appui de Norbert Wiener, Hopf obtint en 1931 un poste de professeur assistant à la faculté de mathématiques du Massachusetts Institute of Technology. Là, il se consacra essentiellement à la théorie ergodique. Il était apprécié pour sa capacité à tirer au clair les questions mathématiques un tant soit peu obscures qui préoccupaient ses collègues et les professeurs d'autres départements. C'est ainsi qu'il fut amené à s'intéresser aux propriétés des lignes géodésiques des surfaces à courbure négative. Hopf apporta aussi d'importantes contributions à la résolution de cas particuliers des équations de Navier-Stokes bidimensionnelles qui régissent l'hydrodynamique des fluides visqueux.
Nommé professeur à l’université de Leipzig, il partit pour l'Allemagne avec sa femme Ilse et sa fille Barbara en 1936. C'est cette même année qu'il publia son traité Ergodentheorie, qui en quelque 81 pages dresse un panorama de cette nouvelle branche des mathématiques. Avec la mondialisation du conflit, il fut affecté en 1942 au Deutsches Zentrum für Luft- und Raumfahrt. Grâce à l'intervention d'Oskar Perron, il fut appelé en 1944 à prendre la succession de Constantin Carathéodory à la chaire de mathématiques de l'université de Munich.
À la capitulation de l’Allemagne, il se rendit à l'invitation de Richard Courant aux États-Unis, et y donna la solution du problème de Hurewicz. Il prit la nationalité américaine en 1949 et travailla jusqu'à sa retraite en 1972 comme professeur à l'université de l'Indiana.

## Sélection de publications
- (en) Ergodentheorie, Springer, 1937
- (de) « Statistik der geodätischen Linien in Mannigfaltigkeiten negativer Krümung », Ber. Verhandl. Sächs. Akad. Wiss., Leipzig, vol. 91,‎ 1939, p. 261-304
- (en) « Ergodic theory and the geodesic flow on surfaces of constant negative curvature », Bull. Amer. Math. Soc., vol. 77, no 6,‎ 1971, p. 863